# 南半园
南半园，即史氏半园，是一个中国古典园林，建于清朝，位于中国江苏省苏州市姑苏区的沧浪街道西美社区，前后门分别在仓米巷24号和大石头巷25号，原仓米巷园门暂封，现从大石头巷第三光学仪器厂出入，由三光电加工有限公司保护管理。已列为苏州市文物保护单位。

## 历史
南半园所在地原为明代陶氏老宅，清咸丰兵祸败落后，陶氏将园宅租予俞樾居住。俞樾另在马医科购地建曲园，同治十二年（1873），将此处转让给江苏布政使溧阳人史杰（字伟堂,号方伯），后者改建，命名为“半园”。为与白塔东路陆氏半园区分，俗呼"南半园"。民国初期，南半园向游人开放，有诗社在此吟咏集会。1930年代，陆鸿仪于园中设律师事务所。1950年代，半园先后为市税务局、轴承厂、第三光学仪器厂使用。“文革”中花园受到严重破坏，水池、假山、花木及部分建筑被毁，仅存半园草堂、还读书斋和风廊。住宅建筑较为完整。。

## 建筑
南半园是典型的苏州传统私家园林，宅园结合，布局为东宅西园。现存中路的五进建筑：门厅、轿厅、大厅、内厅、楼厅；以及东路的三进建筑，其中第二、三进两个楠木花篮对照厅最为精致。园主主厅“半园草堂”有俞樾联“园虽得半，身有余闲便觉天空海阔；事不求全，心常知足自然气静神怡”。俞樾《半园记》高度评价此园。

## 保护
1982年南半园列为苏州市文物保护单位。2015年8月加入第一批《苏州园林名录》2018年。1984年，住宅中两座精美的花篮厅原址修缮。2018年，苏州开展了“天堂苏州·百园之城”建设，南半园列为修复保护的重点园林之一，2019年9月5日，创元集团投资修复南半园古建，严格按照同济大学陈从周《苏州旧住宅图录》、俞樾《半园记》、潘贞邦《吴门逸乘》等历史文献中的描述和记载，复建了已不存的建筑和花园部分，包括不系舟船舫、南花厅、北花厅、花园曲桥、君子居、四宜楼、挹爽轩、双荫轩、安乐窝、风亭、月榭，还原南半园历史原貌，2021年7月26日建成。项目占地面积5405平方米，总建筑面积3085.44平方米。该项目获2023年度苏州市城乡建设系统优秀勘察设计（风景园林工程设计）一等奖。